# Baltic Raw Org
Baltic Raw Org (BRO) ist ein interdisziplinäres Künstlerkollektiv mit Sitz in Hamburg. Die Gruppe wurde im Jahr 2000 gegründet und ist auf temporäre Interventionen im öffentlichen Raum spezialisiert.

## Geschichte
Baltic Raw Org wurde am 1. Mai 2000 gegründet. Zu den Gründungsmitgliedern zählen der bildende Künstler Berndt Jasper, die Dramaturgin Móka Farkas und der Architekt Christoph Janiesch (bis 2017). In den ersten Jahren konzentrierte sich die Gruppe auf Zwischennutzungen und temporäre Projekte auf städtischen Brachflächen, unter anderem in der HafenCity und im Stadtteil St. Georg.
Seit 2012 realisiert Baltic Raw Org verstärkt Kunstprojekte im institutionellen Rahmen. Interventionen fanden unter anderem in der Hamburger Kunsthalle, bei Kampnagel, den Deichtorhallen sowie in weiteren Museen statt – darunter die Kunsthalle Barmen der Bergische Universität Wuppertal und das Museum Giersch der Goethe-Universität in Frankfurt am Main.
Im Fokus stehen partizipative Formate, Installationen und kurze Theaterstücke, bei denen das Publikum aktiv in die Aufführung eingebunden ist.

## Arbeitsweise
Die Gruppe realisiert ortsspezifische (social-site-specific) Installationen, die sich an der Schnittstelle von bildender Kunst, Architektur und Stadtsoziologie bewegen. Verwendet werden modulare, mobile Bauelemente aus Holz, die flexibel einsetzbar und wiederverwendbar sind. Diese Strukturen dienen als Plattformen für Veranstaltungen, Ausstellungen oder Aufführungen.
Charakteristisch ist die Kombination von Architektur, Skulptur und performativen Elementen. Die Interventionen entstehen im öffentlichen Raum als temporäre Orte, deren performative Architektur vielfältige Nutzungen zulassen und die Beteiligung der Öffentlichkeit mit einplanen. Dabei erforscht und ermöglicht die Gruppe das Entstehen neuer sozialer Strukturen.

## Werke / Aktionen
- 2000 Blockbau, Hamburg, Hafencity/Lohseplatz[1]
- 2001 Kochblock, Hamburg, Glockengießerwall[2]
- 2002 Kolonie glückliche Erde [Artgenda], Hafencity/Lohseplatz[3]
- 2005 Baltic Raw Tower, Hamburg-HafenCity/Strandkay
- 2006 BALTIC RAW FLOW [Architektur-Sommer]
- 2009 Hafencity Bleibt! [subvision festival], Hamburg-HafenCity/Strandkai[4]
- 2010 Pacific RAW [EXPO Shanghai], Shanghai Hamburg House
- 2012 OPEN MUSEUM [Hamburger Kunsthalle], Hamburg[5][6]

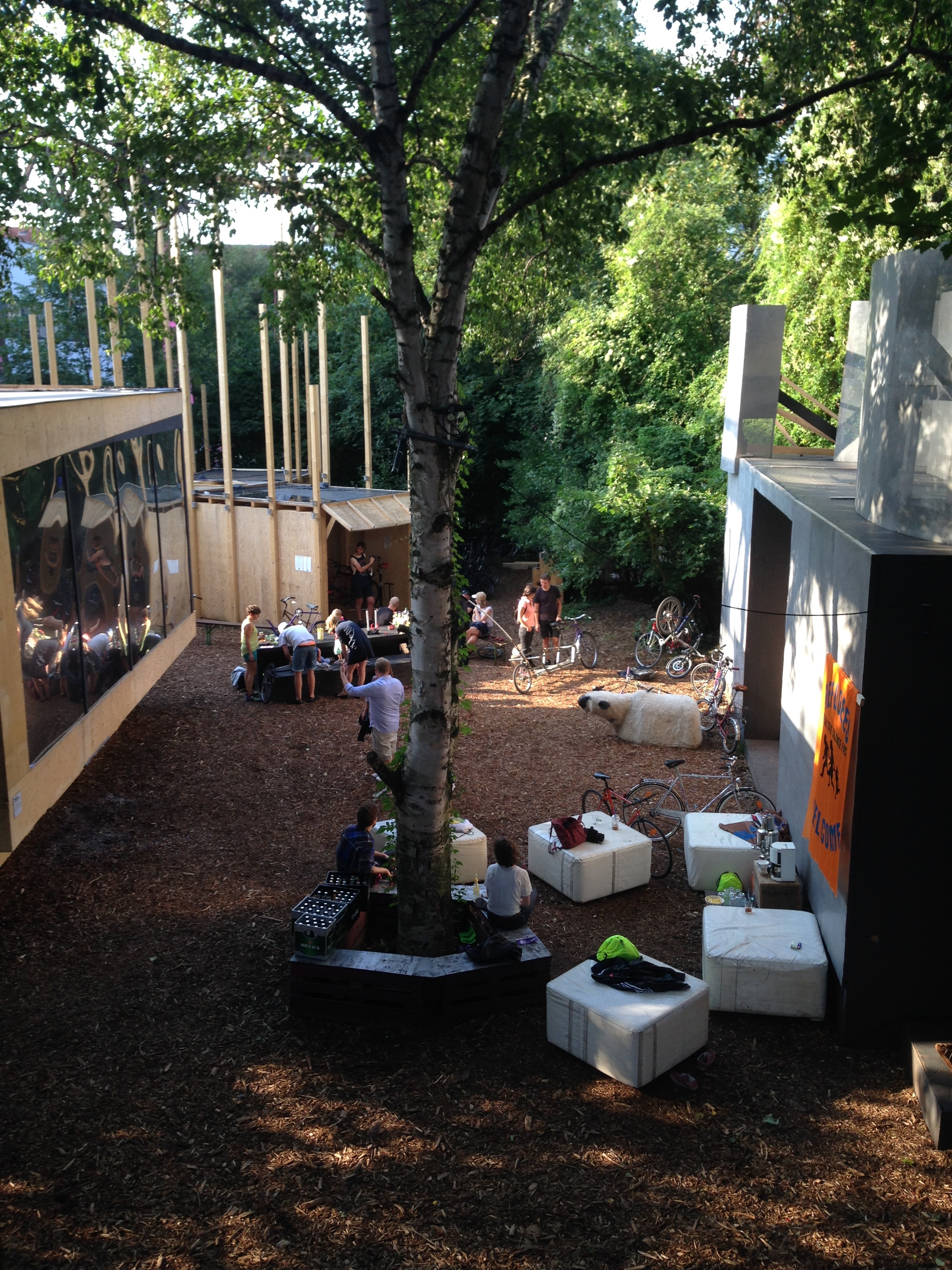
Gemeinsam mit Künstlern der Hamburger Kulturszene transformieren BRO die aktuelle Bausprache der Macht (Burj Khalifa (hinten), Walt Disney Concert Hall, L.A.(rechts), Europäische Zentralbank, Frankfurt (links)), zu sozialen Plastiken und alternativen Raumkonzepten.

- 2013–2015: Drei Projekte im Rahmen des Internationales Sommerfestival Kampnagel im Avant-Garten, Hamburg:
  - 2013: Kanalphilharmonie / D.O.R.F.[7]
  - 2014: Kanalspielhaus Flora, Sitzburgh[8]
  - 2015: WOW!tecture[9][10][11]

- 2014  ecoFAVELA Lampedusa-Nord bis Mai 2015, [Kampnagel], Hamburg[12][13][14][15][16]

- 2015 Künstliche Paradiese, Mural / Großformatdruck 50 × 7 m, bis Mai 2016 Reeperbahn Festival, Fassade ehemaliger Esso-Häuser, Spielbudenplatz[17]

- 2017 ELBPHILHARMONIE REVISITED, Deichtorhallen Hamburg[18]

- 2018 VAGAR v.a.g.a.r, Die Informale, Buenos Aires[19]

- 2021, 2024, 2025: ARAPOLIS: climate, displacement, gambling bei Kampnagel im Rahmen der Festivals Live Art und Claiming Common Spaces[20], bei der Klimabiennale Wien im Projektraum des Kunst Haus Wien[21] sowie bei der Ausstellung Fixing Futures im Museum Giersch der Goethe-Universität Frankfurt am Main[22].

## Publikationen
- Berndt Jasper, Móka Farkas: Baltic Raw. Kunst- und Kulturobjekte im öffentlichen Raum. Katalog, 2000 bis 2009, deutsch und englisch übersetzt mit Matthew Partridge und Michel Chevalier. Junius Verlag, Hamburg 2009, ISBN 978-3-88506-595-1.

## Filme
- Tina Mendelsohn: Gespräch mit Amelie Deuflhard. Zur AfD-Strafanzeige wegen Kunstaktion. Laborartige Beschäftigung von Flüchtlingen in einem Objektkunstraum von Baltic raw org.[23]
- ecoFAVELA Lampedusa-Nord Crowdfundingvideo, Kampnagel, 2014–2015. Konzept: Farkas
- Vereisungen in Reservaten, Hamburger Kunsthalle, Galerie der Gegenwart, 2012. Von Berndt Jasper mit Jacques Palminger[24]
- In welche Richtung wächst ein Ast? Expo Shanghai, 2010. Von Móka Farkas mit Cordula Ditz, Cecile Noldus, Elena Winkel, Sabrina van der Ley, Vanessa Nica Müller, Dagrun Hintze, Isa Maschewski,[25]
- raw raw raw, Hafencity Hamburg. Von Berndt Jasper mit Jacques Palminger, 2005, Hafencity Hamburg[26]
- Kolonie Glückliche Erde, Artgenda, Biennale für junge Kunst aus dem Ostseeraum, @Blockbau 2002, Hafencity Hamburg[27]

## Auszeichnungen

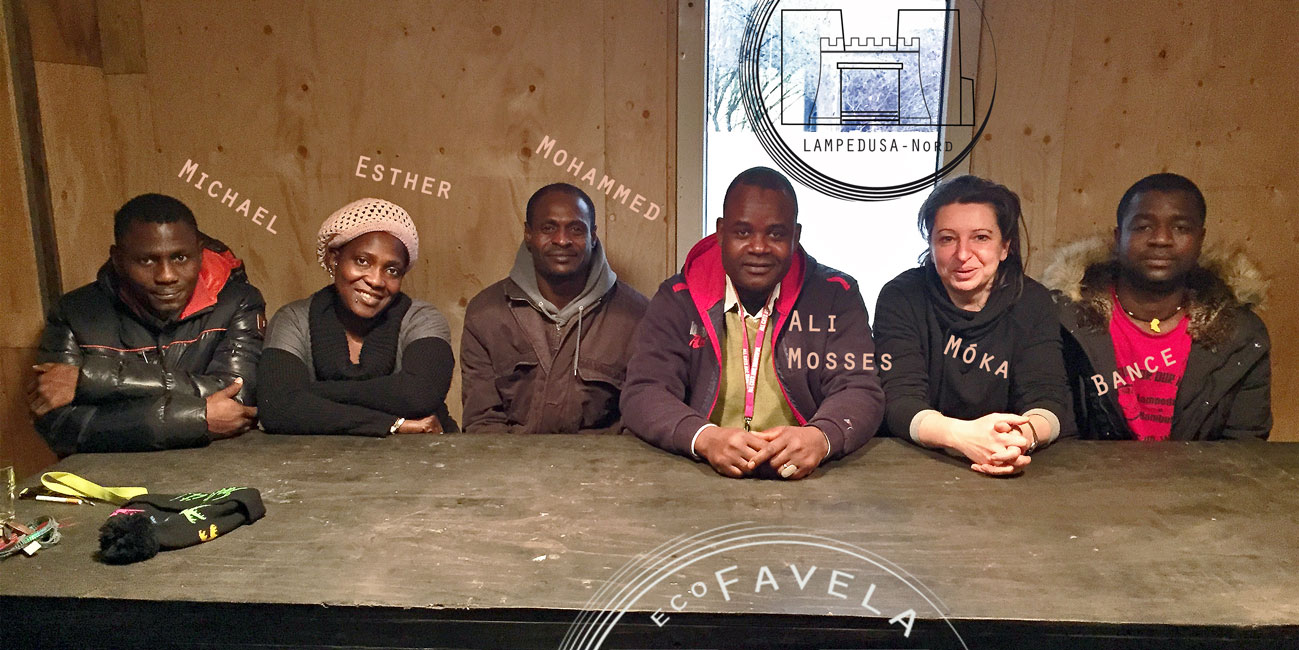
Die ecoFAVELA beherbergte im Winter 2014/15 sechs Geflohene aus Afrika in einem Ökologischen Bau. Das Projekt bot ihnen Kunstasyl und gewährte allgemeine Menschenrechte, wie beispielsweise das Recht auf Arbeit.

- 2015 Impulsprojekt ecoFAVELA: Werkstatt N – das Qualitätssiegel für nachhaltige Projekte und Impulse des Nachhaltigkeitsrats der Bundesregierung prämiert die 100 innovativsten Einreichungen.[28]